# Coffee & SingingGirl!!!
「Coffee & SingingGirl!!!」（コーヒー アンド シンギングガール）は、日本の歌手、フルカワミキの1枚目のシングルである。2006年6月21日発売。発売元はBMG JAPAN。

## 概要
- SUPERCAR解散後のソロデビューシングル。
- 通常盤と初回生産限定盤の二種リリース。初回生産限定盤には「Coffee & SingingGirl!!!」のPVとメイキングが収録されたDVD付き。カラートレイパッケージ仕様。
- PV監督はフルカワミキ

## 収録曲
1. COFFEE & SINGINGGIRL!!!(3:44)
作詞・作曲：フルカワミキ
2. SUMMER(2:20)
作詞・作曲：フルカワミキ
3. COFFEE REMIXED BY MOODMAN(5:46)
4. COFFEE REMIXED BY BROADCAST(4:08)

## 収録アルバム
- オリジナル『Mirrors』（2006年7月19日）

## タイアップ
- Coffee & SingingGirl!!!：スペースシャワーTV2006年6月度POWER PUSH